# Il cameraman e l'assassino
Il cameraman e l'assassino (C'est arrivé près de chez vous) è un film del 1992 diretto da Rémy Belvaux, André Bonzel e Benoît Poelvoorde.

## Trama
Il film narra di una troupe televisiva impegnata nella realizzazione di un documentario su un personaggio dal mestiere singolare: il serial killer. L'assassino seriale viene seguito dalla troupe in tutti i momenti della sua "giornata lavorativa", ed egli stesso spiega, non senza un certo compiacimento, i segreti e i trucchi del suo mestiere: i criteri per scegliere le vittime, le tecniche migliori per disfarsi dei cadaveri, le armi più appropriate. Poco alla volta i membri della troupe da spettatori neutrali diventeranno complici attivi e collaborativi, fino al tragico epilogo.

## Distribuzione
Fu presentato nella Settimana internazionale della critica del 45º Festival di Cannes. In Italia è uscito in VHS per la PolyGram Video nel 1993.

## Premi e riconoscimenti
- Festival di Cannes 1992[1]
  - Award of the Youth
  - Settimana internazionale della critica
- Sitges Film Festival 1992[3]
  - Miglior film
  - Miglior attore (Benoit Poelvoorde)
- Premio André Cavens 1992
- Toronto International Film Festival 1992[4]
  - Metro Media Award
- European Film Awards 1993[5]
  - Miglior film nomina
- Saturn Awards 1994[6]
  - Miglior video nomina
- Sindacato francese della Critica cinematografica 1993
  - Miglior film straniero